# Wang Fang (Leichtathletin, 2000)
Wang Fang (chinesisch 王芳 Wáng Fāng; * 26. Oktober 2000) ist eine chinesische Leichtathletin, die sich auf den Diskuswurf spezialisiert hat.

## Sportliche Laufbahn
Erste internationale Erfahrungen sammelte Wang Fang im Jahr 2023, als sie bei den Asienmeisterschaften in Bangkok mit einer Weite von 58,49 m auf Anhieb die Silbermedaille im Diskuswurf hinter ihrer Landsfrau Feng Bin gewann. Anschließend belegte sie bei den World University Games in Chengdu mit 57,25 m den fünften Platz, ehe sie bei den Weltmeisterschaften in Budapest mit 58,78 m in der Qualifikationsrunde ausschied.